# Vénus de Parabita
Les Vénus de Parabita sont deux statuettes féminines préhistoriques datées d'environ 22 000 à 20 000 ans avant le présent, découvertes dans les Pouilles, en Italie. La plus grande et la plus connue des deux figurines est parfois appelée la « Dame au voile »,. Elles sont sculptées dans l'os d'un grand herbivore, probablement le fémur d'un aurochs (Bos primigenius). 

## Découverte
Ces Vénus paléolithiques  ont été trouvées en 1965 par Giuseppe Piscopo et son équipe dans la grotte de Parabita, appelée depuis Grotta delle Veneri, située à Monaci, sur le territoire de la municipalité de Parabita, dans la province de Lecce, dans les Pouilles. 

## Datation
La datation ne va pas sans difficultés, les statuettes ayant été trouvées hors de la grotte de Parabita. On suppose qu'elles étaient initialement à l'intérieur, près d'une sépulture double, la matière à la surface des statues étant de même nature que celle de la couche où se trouvait la sépulture double. Elles sont datées de la fin du Gravettien ou du début de l'Épigravettien, il y a 22 000 à 20 000 ans avant le présent.

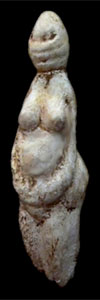
La grande Vénus de Parabita
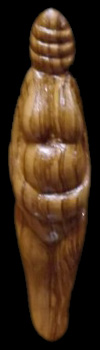
Reproduction de la Vénus de Parabita en bois d'olivier

## Description
Les statuettes semblent représenter des femmes enceintes, comme le suggère  la position des bras au bas du ventre, une caractéristique partagée avec la Vénus de Kostienki, et avec celle d'Avdeevo, en Ukraine. Elles sont en position debout.
La « Venus Grande » a le visage enveloppé d'un voile ou d'un turban ou d'un masque à trois bandes parallèles. Les statuettes féminines avec coiffures et capuches sont assez communes pendant la période du Gravettien. Les traits de la face ne sont pas représentés ; cette absence de détails dans la représentation du visage est également typique du Gravettien. Alors que la plupart des Vénus gravettiennes ont la tête baissée vers l'avant, celle-ci a la tête droite. Les seins, le ventre et le pubis sont mis en avant ; les hanches sont larges, les pieds sont absents. 
La petite Vénus est sculptée de manière plus sommaire ; sa partie dorsale est aplatie.
La plus grande statuette mesure 9 cm de hauteur, 2,1 cm de large et 2,2 cm d'épaisseur maximale. La plus petite statuette mesure 6,1 cm de hauteur, 1,5 cm de large et 1,2 cm d'épaisseur maximale. 

## Conservation
Les statuettes sont conservées au Musée archéologique national de Tarente.